# SMS

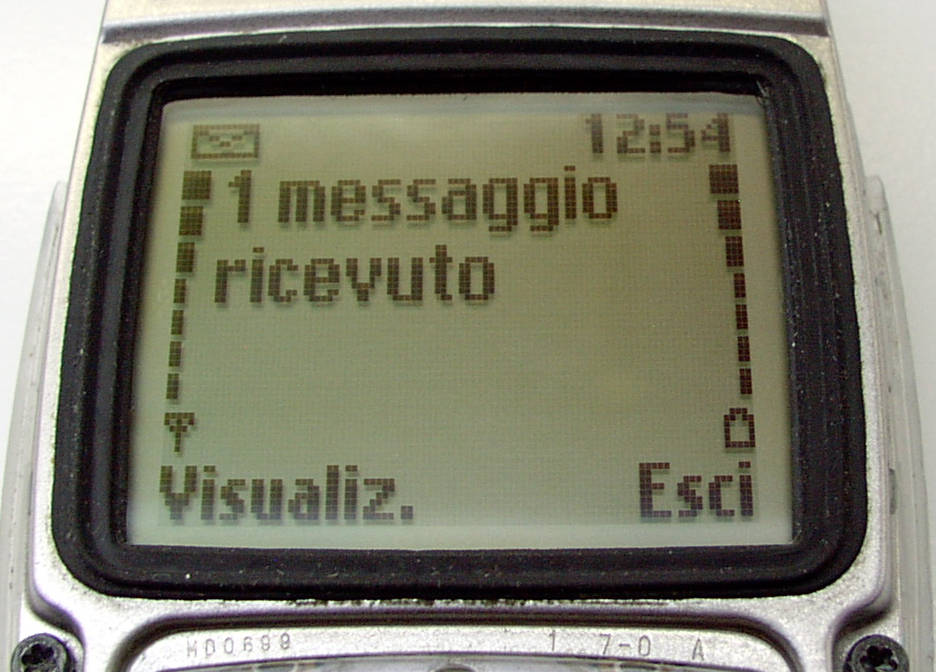
L'arrivo di un messaggio SMS su un cellulare Nokia

Il termine SMS (sigla dell'inglese Short Message Service o secondo fonti meno accreditate Simoultaneos Message System, servizio messaggio breve) è utilizzato per riferirsi a un servizio di telefonia mobile per inviare brevi messaggi di testo da un telefono cellulare a un altro, ed è per estensione comunemente usato in italiano per indicare ogni singolo messaggio inviato con tale servizio.
SMS consente di inviare a un telefono cellulare un messaggio di 160 caratteri alfanumerici codificati a 7 bit.
Uno studio del 2005, comparso sul Medical Journal of Australia, descrive la tendinite da texting, dovuta all'eccessivo uso del pollice nel comporre gli SMS.

## Descrizione
Il servizio è stato originariamente sviluppato sulla rete GSM, tuttavia è ora disponibile anche su altre reti, come la UMTS e alcune reti fisse, ma è possibile inviare SMS a un telefono cellulare anche da un computer, tramite Internet, e dal telefono di rete fissa.
SMS è l'applicazione più utilizzata, con una stima di 3,5 miliardi di utenti attivi, ovvero circa l'80% di tutti gli abbonati di telefonia mobile alla fine del 2010. Il termine "SMS" viene utilizzato sia per l'attività degli utenti sia per tutti i tipi di messaggi di testo brevi in molte parti del mondo. SMS è anche impiegato nel direct marketing, noto come marketing via SMS.
Tra i principali vantaggi percepiti dell'SMS, alla base della straordinaria diffusione di questo servizio come sistema di comunicazione, c'è il basso costo rispetto a una lunga telefonata (vantaggio in realtà spesso inesistente, perché una conversazione via SMS è costituita da più SMS a distanza di tempo, l'uno in risposta all'altro) e la possibilità di rendere la comunicazione asincrona, cioè di leggere il messaggio in un qualsiasi momento successivo alla ricezione.
Il primo SMS della storia è stato inviato dall'ingegnere britannico Neil Papworth il 3 dicembre 1992 da un computer a un Orbitel 901, un antesignano dei cellulari: il testo del messaggio era "MERRY CHRISTMAS". Invece il primo SMS da cellulare a cellulare venne inviato all'inizio del 1993 da uno stagista della Nokia.
Nel 2005 la Staellium UK ideò un nuovo servizio chiamato Stealth text, che permetteva di far autodistruggere entro un breve lasso di tempo un SMS appena ricevuto. La società britannica ha fissato questo tempo a 40 secondi.

## Dettagli tecnici
Lo standard prevede due diverse tipologie di messaggi: quelli Point-to-Point (SMS/PP), impiegati nella comunicazione da un terminale a un altro, e quelli tipo Cell Broadcast (SMS/CB), originati in una cella e distribuiti a tutti i terminali sotto la sua copertura.
Il messaggio ha una dimensione fissa di 140 byte. Questo si traduce in pratica nella possibilità di usare 160 caratteri di testo (a 7 bit). In lingue che usano altri caratteri rispetto all'alfabeto latino, per esempio in russo, cinese, giapponese, il messaggio è limitato a soli 70 caratteri (ognuno di 2 byte, usando il sistema Unicode).
Dal punto di vista trasmissivo, le unità di dati del messaggio SMS (vengono impiegate 6 diverse PDU, Protocol Data Unit) vengono inserite nei canali di controllo del GSM, in modo che sia possibile ricevere o inviare un messaggio anche durante una conversazione.

### Point-to-Point Messages
Sono i messaggi che un utente può inviare a un altro utente della rete mobile. Ogni messaggio viene inviato a un Centro Servizi (SMSC, Short Message Service Center) che a sua volta si preoccupa di inviarlo al terminale opportuno, se nella stessa rete GSM, oppure al Centro Servizi dell'operatore della rete del destinatario. Pertanto il singolo messaggio viene, in realtà, diviso in due: il messaggio dal terminale al Centro Servizi (SMS-MO, Mobile Originated), e dal Centro Servizi al destinatario (SMS-MT, Mobile Terminated). Scopo del SMSC è, ovviamente, quello di fare lo store-and-forward dei messaggi, anche in previsione di un'eventuale irraggiungibilità momentanea del destinatario.
Dato che la connessione tra terminale e Centro Servizi è di tipo connectionless, non si ha garanzia né sull'invio né sulla ricezione dei messaggi SMS. Tuttavia è possibile fare richiesta di una "ricevuta di ritorno", lo Status Report del messaggio. In questo modo, una volta che il messaggio è stato correttamente inoltrato al destinatario, viene inviata una segnalazione di "messaggio consegnato" al mittente. Questo servizio in genere raddoppia il prezzo di ciascun SMS.
Dal punto di vista dei contenuti inviabili, a volte i telefoni cellulari permettono l'invio di messaggi concatenati di dimensioni superiori ai classici 160 caratteri, in realtà formati da più SMS spediti indipendentemente e ricomposti alla ricezione: a seconda dell'operatore, il costo del servizio per l'utente sale, in quanto un messaggio formato per esempio da 2 SMS può venire conteggiato e pagato come 2 SMS. Inoltre il numero di caratteri disponibili non raddoppia, perché alcuni byte vengono impiegati per le informazioni necessarie alla concatenazione; in pratica il numero di caratteri utili per messaggio viene ridotto a 306 rispetto ai 320 che si hanno a disposizione con due messaggi separati.

### Cell Broadcast Service
Il servizio di SMS, normalmente operante da utente a utente, esiste anche in una variante broadcast. Ogni cella ha la possibilità di inviare brevi messaggi a tutti i terminali sotto la sua copertura, su uno specifico canale numerato, ciascuno dedicato a un tipo particolare di informazione, quali emergenze, informazioni sul traffico, eccetera. Una lista non esaustiva di canali definiti dallo standard è la seguente:
- 000 indice
- 010 notizie flash
- 020 ospedali
- 022 dottori
- 024 farmacie
- 030 viabilità strade a lunga percorrenza
- 032 viabilità strade locali
- 034 taxi
- 040 condizioni meteorologiche
- 050 distretto
- 052 informazioni sulla rete
- 054 servizi tramite operatore
- 056 elenco abbonati nazionale
- 057 elenco abbonati internazionale
- 058 servizio clienti nazionale
- 059 servizio clienti internazionale

Attualmente, in Italia, il solo servizio abilitato, peraltro non su tutte le reti, è il n. 50: se il cellulare ricevente ha abilitata la ricezione dei messaggi locali su tale canale, ogni 10 secondi circa viene mostrata sullo schermo dell'utente l'area (nel caso di Vodafone l'area city, nel caso di Tim la provincia) in cui è posta la cella a cui l'utente è registrato.
L'impiego originario di tale canale era connesso a un tipo di tariffazione basata sulla posizione dell'utente: nel caso specifico, le chiamate effettuate dal proprio distretto di residenza erano tariffate a un costo minore.

## Tariffazione e costi
Il prezzo applicato a chi invia un SMS è di 6-15 centesimi di euro, 100 volte maggiore del suo costo che ha un ordine di grandezza dei millesimi di euro (precisamente 0,1 centesimi di euro). Ciò sembra garantire ampi margini di guadagno agli operatori.
A livello di costi per la compagnia telefonica, il criterio per calcolarlo è infatti il costo per bit inviato che è indifferente al tipo di informazione inviata (per l'operatore il costo di un bit è lo stesso che si tratti di un SMS, MMS o chiamata vocale); le tariffazioni all'utenza, differenziate per il tipo di servizio offerto, seguono criteri di prezzo diversi da un orientamento ai costi che in questo caso consiste di un'unica tariffa al byte inviato.
Tuttavia, il costo industriale dell'SMS è una grandezza che non tiene conto dei costi di un addebito su scheda SIM. I sistemi di accredito delle compagnie di telecomunicazioni, come quelli delle banche, sono particolarmente costosi.
In pratica, il costo per l'operatore per scalare la tariffa di un SMS dal credito di una scheda prepagata (o per fatturarlo sui contratti in abbonamento) è decisamente maggiore degli 0,1 cent spesi per l'invio del messaggio. Senza una tariffa largamente superiore al costo industriale di 0,1 cent l'SMS non sarebbe remunerativo per gli operatori, poiché l'operazione di pagamento costerebbe all'operatore più della cifra da incassare.
Il prezzo di 10-15 cent a SMS praticato da un buon numero di operatori di telefonia in Francia e in Italia ha tuttavia portato le rispettive autorità e alcune associazioni di consumatori a muovere agli operatori l'accusa di aver formato un cartello.
Vi sono diverse aziende on-line che vendono SMS in pacchetti da 1 000 a 500 000 SMS utilizzabili solo da PC a cellulare a costi decisamente inferiori.

### SMS solidale
A partire dal 2005 è incominciato l'utilizzo degli SMS come mezzo per fare donazioni a enti senza fini di lucro o organizzazioni umanitarie. Chiunque può inviare un SMS dal proprio cellulare per sostenere qualsivoglia associazione che disponga di un numero adibito alla ricezione di questi SMS. Solitamente questo numero viene attivato per un periodo di tempo limitato, durante il quale è possibile l'invio di un SMS, che prende il nome di SMS solidale, che viene addebitato con un importo più alto del normale (in genere 1 o 2 euro) interamente devoluto come donazione all'associazione o all'ente or/ganizzatore. Con questo sistema, ad esempio, in seguito al maremoto che alla fine del 2004 ha colpito l'Asia, solo in Italia sono stati raccolti oltre 26 milioni di euro.
La Risoluzione dell'Agenzia delle Entrate n.124 del 12/08/2005, chiarisce che le somme inviate tramite SMS sono erogazioni liberali, con mandato a riscuoterle da parte delle società esercenti il servizio, effettuate dagli utenti direttamente a favore dell'ente benefico e non vanno assoggettate ad IVA, in quanto cessioni di denaro, ai sensi dell'art. 2, co.3, lett.a) D.P.R. 633/72.

### SMS flash
Gli SMS flash sono i messaggi che, alla ricezione, vengono visualizzati direttamente sul display del cellulare. Il ricevente non deve aprirli per poterli leggere perché risultano già visibili sul display. Un'altra caratteristica è che non vengono registrati automaticamente in memoria SIM o telefono anche se l'utente può farlo in un secondo tempo. Si hanno a disposizione 160 caratteri. Sono supportati da ogni tipo di telefono cellulare GSM di ultima generazione.

## Diffusione
L'uso dei messaggi SMS si è diffuso molto velocemente in tutto il mondo. A metà del 2004, il volume di traffico annuo in tutto il mondo era di circa 500 miliardi di SMS; la crescita del fenomeno è impressionante se si pensa che nel 1999 i messaggi erano stati circa 17 miliardi.
Nel 2007, invece, sono stati inviati circa 4 100 miliardi di SMS. La maggior diffusione dell'uso del servizio si riscontra tra i giovani, in particolare nelle aree urbane. Gli SMS sono più popolari in Asia, Europa e Australia rispetto agli Stati Uniti.
Il business degli SMS è cresciuto rapidamente e per molti anni è stato un vero affare per le compagnie telefoniche. Esse hanno, in alcuni casi, creato appositi pacchetti di facilitazioni per i clienti.
Negli anni dieci del XXI secolo la supremazia degli SMS come modalità di messaggistica istantanea per dispositivi mobili è stata messa in discussione dal progressivo affermarsi di app che basano la trasmissione dei dati sulla rete internet e che consentono di scambiare messaggi in tempo reale con tariffe per l'utente in genere più economiche rispetto agli SMS; tra queste applicazioni, quella che si è maggiormente e più velocemente diffusa nella prima metà del decennio è WhatsApp, seguita poi da Telegram e da altre. Nel 2015, secondo uno studio dell'Economist, sono stati inviati mediamente ogni giorno nel mondo circa 20 miliardi di SMS e 30 miliardi di messaggi tramite WhatsApp.
Negli anni venti gli SMS vengono usati principalmente per scopi di sicurezza digitale: invio automatico di codici di sicurezza, autenticazione di profili online ecc.

### Messaggi di testo fuori dalla rete GSM
Il sistema SMS è stato concepito per la rete GSM, ma è ora disponibile su diverse reti, come quella 3G. Tuttavia, non tutti i messaggi di testo utilizzano il sistema SMS: le alternative più notevoli sono i sistemi Skymail della J-Phone e Short Mail della NTT DoCoMo, entrambi in Giappone. Anche le e-mail tramite telefono cellulare, rese popolari dal servizio di web mobile i-mode in Giappone e nel resto del mondo da BlackBerry, utilizzano i protocolli standard delle e-mail come SMTP e TCP/IP. In Giappone è comune utilizzare le e-mail tramite telefono cellulare e non gli SMS, tanto che viene assegnato un indirizzo e-mail a ogni telefono al momento dell'acquisto (vedasi cultura dei telefoni cellulari in Giappone).

## Linguaggio
A causa delle limitazioni alla lunghezza del messaggio e della relativa scomodità dell'introduzione di testi con l'esigua tastiera normalmente disponibile sui cellulari, gli SMS sono spesso scritti nel "linguaggio degli SMS", un linguaggio sintetico e ricco di abbreviazioni, importato poi nelle chat di Internet nonostante la disponibilità di una tastiera completa.

## Servizi via SMS
Sono spesso disponibili presso i vari operatori di telefonia mobile servizi che prevedono l'invio di informazioni via SMS (per esempio ultime notizie, informazioni finanziarie, previsioni del tempo, oroscopo, risultati sportivi), e spesso è possibile fare uso di SMS per esprimere le proprie preferenze in trasmissioni televisive o radiofoniche. Altre possibilità sono l'acquisto via SMS di suonerie e loghi per il telefono cellulare. Spesso i costi per l'invio di questi SMS sono molto più alti di un normale SMS.
Questi servizi sono, nella maggior parte dei casi, molto costosi e spesso (soprattutto nel caso di loghi e suonerie) basta un SMS per abbonarsi a un servizio dal quale è, a volte, molto difficile recedere.
I moderni telefoni cellulari permettono di inviare, oltre agli SMS, anche MMS, messaggi multimediali dal funzionamento simile agli SMS, che permettono però la trasmissione di musica, immagini e video.

### Servizi a sovrapprezzo
Esistono servizi a sovrapprezzo inseriti spesso negli abbonamenti telefonici ma che a volte non vengono esplicitamente dichiarati al momento della sottoscrizione. Tali servizi sono gestiti da società di TLC tipo HERMESS e sono quelli che consentono di inviare pubblicità, promozioni, ecc. via SMS (con numero ad es. WIND 4860...) ma anche i servizi utilizzati dalle Banche per avvisare l'utente di un prelievo, di un pagamento bancomat, dell'uso di carta di credito, ecc. Questo servizio addebita dei costi a carico del cliente.
Sul sito di ogni operatore telefonico o chiamando l'assistenza clienti si può attivare il Blocco Servizi a Sovrapprezzo in varie modalità.

## SMS da Internet
Il primo sito web a consentire l'invio di SMS è stato SMS.it, aperto il 24 febbraio 1997, seguito gradualmente da molti altri siti, fioriti grazie al fatto che il traffico di SMS scambiati fra i diversi operatori di telefonia mobile, fra loro, era gratuito. Dall'anno 2000 al 2002, via via tutti gli operatori mobili hanno concordato una tariffa di interconnessione (Interconnection Fee), il costo degli SMS si è impennato, riducendo estremamente i servizi gratuiti di spedizione SMS da Web, innalzando però il livello di affidabilità globale del servizio.
Alcuni operatori di telefonia mobile consentono di inviare dai loro siti web un numero limitato di SMS gratuiti giornalieri o mensili verso numeri della stessa rete (Vodafone).

## SMS gratuiti verso cellulari italiani
A causa del costo di interconnessione, i servizi web gratuiti sono progressivamente spariti e sono rimasti quelli degli stessi operatori di telefonia, a cui vengono applicati vari tipi di restrizioni.
Ad esempio alcuni operatori offrono ai loro abbonati un numero ridotto di SMS gratuiti giornalieri. Altri ancora promettono pacchetti di SMS in "regalo", attivando in realtà abbonamenti che prevedono addebiti settimanali automatici sul credito telefonico. La commissione Antitrust ha incominciato recentemente a sanzionare questi messaggi pubblicitari, considerandoli ingannevoli.
Dal 2005 si sono diffusi alcuni programmi java, sia in versione per computer sia per telefoni cellulari dotati di J2ME, per automatizzare e rendere comodo l'invio di messaggi tramite questi servizi. In seguito, con l'avvento degli smartphone, allo stesso scopo sono nate apposite app.
Installati sui cellulari, questi programmi sfruttano la connessione GSM, GPRS, UMTS o Wi-Fi per utilizzare questi servizi che danno la possibilità di inviare SMS gratuitamente ma in numero limitato, nelle stesse quantità possibili sul portale Internet del singolo gestore. La comodità sta nel fatto che un singolo programma può adoperare più account web per l'invio SMS, senza doversi recare sul sito del singolo servizio. Il costo per l'invio degli SMS da cellulare tramite questi programmi è quindi limitato alla connessione Internet e può risultare conveniente solo se il gestore di telefonia offre un piano tariffario adeguato per la connessione a Internet, meglio se a volume o flat. Un utilizzo inizialmente gratuito lo si ha ad esempio con l'operatore H3G che non tariffa i primi 5 kB di traffico.